# Ribnica (Brežice, Slovenija)
Ribnica je naselje u Općini Brežice u istočnoj Sloveniji. Ribnica se nalazi u pokrajini Dolenjskoj i statističkoj regiji Donjoposavskoj. 

## Stanovništvo
Prema popisu stanovništva iz 2002. godine Ribnica je imala 117 stanovnika.

### Etnički sastav
1991. godina:
- Slovenci: 135 (96,4%)
- Hrvati: 4 (2,9%)
- Srbi: 1